# Emmanuel Scheffer
Emmanuel Scheffer (ebraică עמנואל שפר‎; n. 1 februarie 1924 – d. 28 decembrie 2012) a fost un fotbalist și antrenor născut în Germania. A fost antrenorul echipei naționale de fotbal a Israelului în două mandate, între anii 1968–1970 și 1978–1979, conducând echipa la Jocurile Olimpice de vară din 1968, și la singurul Campionat Mondial la care a luat parte, cel din 1970.

## Titluri

### Ca jucător
- A doua divizie Israeliană
  - Câștigător (1): 1951–52

### Ca antrenor
- Campionatul AFC U-19
  - Câștigător (4): 1964, 1965, 1966, 1967